# Palazzo Malmignati Conti
Palazzo Malmignati Conti è un palazzo storico di Lendinara eretto nel corso del 1543 da Vincenzo Malmignati nell'attuale via Conti.

## Storia
Nel corso dell'anno 1543 Vincenzo Malmignati erigeva un palazzo nell'attuale via Conti, sulle rovine del castello medievale dei Cattaneo, signori di Lendinara, il quale tuttora conserva il prospetto originale, distribuito su due ordini. 
Palazzo Conti fu annesso ai possedimenti dei Malmignati dopo una riedificazione voluta da Marino Conti nella seconda metà del seicento. Nel corso del settecento avvenne un'altra ristrutturazione. Nel 1873 questo stesso edificio su acquistato da Pietro Marchiori, sindaco di Lendinara, ed attualmente è di proprietà privata.

## Descrizione

### Esterno
Il complesso è composto dal palazzo recentemente restaurato e da un parco ubicato a sud, separato dalla strada da una cinta muraria. Gli edifici architettonicamente connotati. La casa padronale Il palazzo sorge isolato, in pieno centro urbano, lungo la strada che costeggia il fiume Adigetto. I due fronti principali presentano una diversa conformazione.
Il registro inferiore della facciata settentrionale è caratterizzato da un alto zoccolo e dal portale centinato, sormontato dallo stemma di famiglia. L'ordine superiore, delimitato dal cornicione dentellato e da una cornice marcapiano, è dotato di una classica loggia in marmo con poggiolo a balaustra; quest'ultima reca due stemmi di famiglia sui pennacchi e l'incisione del nome del committente sull'architrave. Successivamente vennero anche aggiunte le sei aperture che delimitano il portale al pianterreno; in corrispondenza del piano nobile quattro finestre architravate con cornice lavorata e dotate di un frontone triangolare e di un balcone con balaustra in pietra, affiancano la loggia centrale. Il fronte è inoltre caratterizzato dagli angolari a bugnato, da due stemmi nobiliari e da comignoli a bulbo. L'intero prospetto era un tempo dipinto con affreschi cinquecenteschi di scuola veronese. In seguito l'edificio divenne proprietà Boldrin. 
Il prospetto si configura con il portale centinato al pianterreno cui corrisponde sul registro superiore una bifora con poggiolo a balaustra. Sulla facciata originariamente era affrescata un'immagine dell'Annunciata.
L'affresco del prospetto viene definito da Pietro Brandolese “uno de' più valorosi frescanti della scuola veronese” nel suo “Del genio de' lendinaresi per la pittura”. Infine così il Brandolese definisce gli affreschi esterni dell'edificio: “[…] chiuderò la più bella epoca delle belle arti col ricordare le stupende pitture a fresco, delle quali il cavalier Vincenzo Malmignati fece ornare la maestosa facciata del suo palazzo, che ora è passato alla famiglia Conti. […]
Quel gran fregio di putti scherzanti con caproni ed altri animali, che adorna l'ordine superiore; le quattro grandi figure indicanti le stagioni dell'anno, delle quali rimane ancora qualche pezzo, ci additano chiaramente un de' più valorosi frescanti della scuola veronese. Che grandissimo stile, quale eleganza di contorni, qual bellezza di tinte non ci presentano que' pochi avanzi?”.
La facciata meridionale si compone, oltre che dei piani terreno e nobile, sottotetto e seminterrato, di un piano mezzanino. Le forature, più numerose, sono concentrate nel settore centrale e formano, al piano nobile, una loggia a cinque arcate a tutto sesto. Esse sono dotate di cornice modanata te con un fastigio orizzontale e di una bal cognata in pietra provvista di balaustra. Le altre aperture sono tutte architravate mentre solo quelle centrali del mezzanino presentano un balconcino in pietra. Il fronte mostra inoltre due abbaini, disposti simmetricamente rispetto all'asse centrale, e due comignoli con parte terminale a bulbo.

### Interno
Gli interni del palazzo conservano la pianta rettangolare e l'impianto planimetrico e distributivo tipico del palazzo veneto con sala centrale passante ai vari livelli, copertura a capanna, vano scala laterale. Nel salone d'ingresso al pianterreno, sui peducci della volta lunettata sono scolpiti gli stemmi di diverse famiglie della nobiltà lendinarese, non leggibili a causa dello scialbo subito.
Alla destra dell'ingresso principale si trovano due stanze in infilata: il soffitto della prima presenta, analogamente al salone di ingresso, una lunettatura con gli stemmi sui peducci degli archi, tutti raffiguranti l'insegna dei Malmignati, inizialmente proprietaria del palazzo. Entro le lunette trovano posto sei medaglioni dipinti con ritratti, probabilmente dei membri della famiglia. La partizione architettonica del soffitto è stata dipinta in terra di Siena. La sala adiacente presenta invece una volta è composta da una decorazione che imita una partitura in legno con l'aggiunta di sottili cornici dorate le quali racchiudono camei o bouquet fioriti.
Al piano nobile, il salone ha un soffitto a cassettoni, e le pareti sono dipinte con quadrature monocromatiche, in stile neoclassico: 12 pilastri scanalati in fila con capitelli corinzi che sorreggono un architrave dal fregio istoriato con motivi a forma greca, aquila, testa di leone, ghirlanda e rosetta.
La sala sudorientale è decorata con un semplice fregio ad encarpo interrotto da cornici ottagonali modanate recanti putti in veste di allegorie delle Arti.
Entro la fascia perimetrale della volta della sala ad occidente sono inserite cartelle esagonali con vivaci motivi a grottesca su campo azzurro. Sui lati brevi viene raffigurato un cratere fumante affiancato da coppie di equini terminanti con motivi di girale fiorito. Sui lati lunghi sono presenti invece coppie di sfingi, terminanti con girali fioriti che affiancano raffigurazioni allegoriche in mandorla la cui cornice di canne palustri allude alla rappresentazione di divinità fluviali.
Al centro della volta sono dipinti a chiaroscuro due putti musicanti con arpa. Le raffigurazioni di questa sala appartengono alla tradizione veneta dell'“immaginario dell'acqua”, fonte di benessere e felicità collettiva, che si diffonde a partire dal Cinquecento, con l'evolversi della scienza idraulica, anche e specialmente in territorio polesano.